# 最小可存活种群
最小可存活种群（英語：minimum viable population，MVP）是物种种群能夠在野外生存的下限，是指生物种群可以存在而不会因自然灾害、种群数量、环境或遗传随机性而绝灭的最小可能规模。“种群”为相似地理区域内同一物种构成的一组可相互杂交的个体，它们与其他群体的基因流動可忽略。最小可存活种群通常指野外种群的情况，但也可用于迁地保护（如动物园种群）。该术语常用于生物学、生态学和保育生物學。

种群增长占总个体数的图像表示。K是环境承载力，MVP是最小可存活种群。

## 估算
对于一个物种的延续而言，多大的种群规模才足够并无唯一定义，因为物种能否生存，一定程度上取决于随机事件。因此，最小可存活种群的任何估算都取决于所使用的种群预测模型。比如可以用一组随机预测来估计，为了实现一段时间后（例如1000年），种群有一定的生存概率（例如95%或99%），初始种群规模需要有多大（基于模型中的假设）。也有些模型使用世代而不是年作为时间单位，以保持分類單元之间的一致性。这些预测（种群生存力分析）使用计算机模拟来模拟种群，使用种群统计和环境信息来预测未来的种群动态。在重复环境模拟数千次后，可得出最小可存活种群的概率分布。

## 灭绝

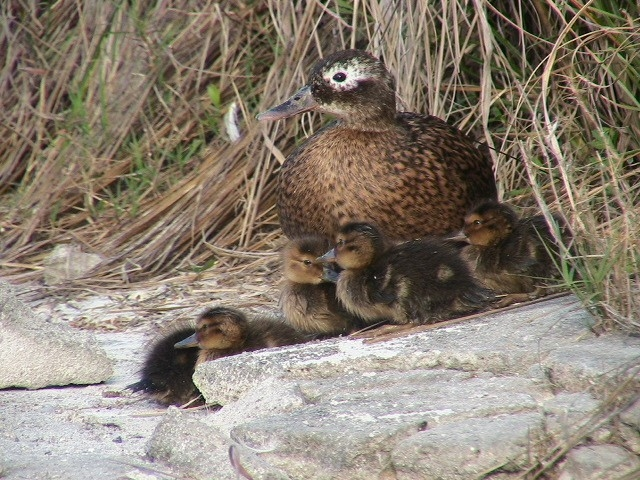
1912年，列山島野鴨的有效種群大小最多只剩下7只成年鸭。

小种群从不利的随机事件中恢复的能力较小，因此小种群比大种群的绝灭风险更大。此类随机事件可分为四个来源：
种群构成随机性（Demographic stochasticity）
种群过程的随机性通常只是个体数少于50的种群走向绝灭的原因。随机事件会影响种群中个体的繁殖力和存活率，而在较大的种群中，这些事件的影响往往相对稳定，种群趋于某个稳定的增长率。而小种群的波动更大，更容易绝灭。
环境随机性（Environmental stochasticity）
种群所处的生态系统中非生物和生物成分的微小随机变化属于环境随机性。例子有气候随时间的变化，以及另一个物种前来竞争资源。与种群构成和遗传随机性不同，环境随机性往往会影响各种规模的种群。
自然灾害（Natural catastrophes）
自然灾害是环境随机性的延伸，是随机的、大规模的事件，例如暴风雪、干旱、风暴或火灾，它们会在短时间内直接减少种群数量。自然灾害是最难预测的事件，最小可存活种群模型通常难以考虑这些因素。
遗传随机性（Genetic stochasticity）
小种群容易受到遗传随机性的影响，即等位基因频率随时间的随机变化，也称为遗传漂变。遗传漂变会导致等位基因从种群中消失，降低遗传多样性。在小种群中，低遗传多样性会增加近亲繁殖率，从而导致近交衰退，在这种情况下，遗传相似的个体组成的种群会降低適應度。种群中的近亲繁殖会导致有害的隐性等位基因在种群中更常见，并且还会降低适应性潜力，从而降低适应度。所谓的“50/500法则”，即一个群体需要50个个体预防近交衰退，需要500个个体防止大规模遗传漂变，是最小可存活种群常用的基准，但最近的研究表明，它在很多物种中并不适用。